# Guerlain
Guerlain je francouzský parfémový dům, který patří mezi nejstarší na světě. V letech 1828 byl Guerlain rodinným podnikem, v roce 1994 byl převzat nadnárodní investiční společností LVMH. Společným tónem jeho parfémů je tzv. Guerlinade; parfém tohoto jména byl uveden do prodeje v roce 1921.

## Začátek
Guerlain byla založen v roce 1828, kdy Pierre-François Pascal Guerlain otevřel svůj první obchod na 42, rue de Rivoli v Paříži. Prodával parfémy, které vyráběl sám za pomoci svých synů Aime a Gabriela. Získal si přízeň pařížské šlechty a roku 1840 otevřel nový obchod na 15, rue de la Paix v roce 1840, v centru pařížské módní scény. Největší úspěch přišel v roce 1853 s vytvořením Eau de Cologne Imperiale pro francouzského císaře Napoleona III. a jeho manželku císařovnu Eugénii, který získal pro Guerlaina titul oficiálního dodavatele parfémů pro krále.

## Druhá generace
Po smrti zakladatele se stal hlavním parfumérem syn Aimé, který je autorem např. Fleur d'Italie (1884) a Eau de Cologne du Coq (1894). Nejslavnější je však Jicky z roku 1889, která je prvním parfémem obsahujícím syntetické složky.

## Třetí generace
Gabrielovi synové Jacques a Pierre zdědili značku. Aimého synovec Jacques byl autorem mnoha z nejznámějších klasických vůní Guerlain: Mouchoir de Monsieur (1904), Après L'Ondée (1906), L'Heure Bleue (1912), Mitsouko (1919), Vol de Nuit (1933), a Guerlainovy vlajkové lodi Shalimar (1925).

## Čtvrtá generace
Jean-Paul Guerlain byl posledním rodinným parfumérem. Vytvořil klasické pánské vůně Vetiver (1959) a Habit Rouge (1965), Coriolan (1990) dále Chant d'Arômes (1962), Chamade (1969), Nahéma (1979), Jardins de Bagatelle (1983) a Samsara (1989). Jean-Paul Guerlain odešel v roce 2002 po problémech s rasisticky motivovanými výroky v televizní debatě.

## Přechod pod LVMH
Obecně je tento krok vnímán jako rozchod s tradicí. Rodina Guerlain prodala společnost konsorciu Moët Hennessy Louis Vuitton (LVMH) v roce 1994.
Parfuméry pod LVHM vedle Jean-Paula Gaultiera byli Mathilde Laurent, Maurice Roucel, neteř Jean-Paula Patricia de Nicolaï, avšak v roce 2008 byl hlavním parfumerém jmenován Švýcar Thierry Wasser (dříve Firemnich). Pro Guerlain vytvořil Iris Ganache (2007) a Quand Vient la pluie (2007). Jean-Paul Guerlain zůstal ve firmě na pozici jeho poradce. Uměleckou ředitelkou domu je Sylvaine Delacourte.

## Nejvýznamnější parfémy
- Eau de Cologne Imperiale, 1853
- Jicky, 1889
- Eau de Cologne du Coq, 1894
- Mouchoir de Monsieur, 1904
- Voilette de Madame, 1904
- Parfum des Champs-Élysées, 1904
- Après l'ondée, 1906
- Kadine, 1911
- L'Heure Bleue, 1912
- Mitsouko, 1919
- Eau de Fleurs de CEDRAT, 1920
- Shalimar, 1925
- Liu, 1929
- Sous le Vent, 1933
- Vol de Nuit, 1933
- Vega, 1936
- Ode, 1955
- Vetiver, 1956
- Chant d'Arômes, 1962
- Habit tRouge, 1965
- Chamade, 1969
- Eau de Guerlain, 1974
- Parure, 1975
- Nahéma, 1979
- Jardins de Bagatelle, 1983
- Derby, 1985
- Samsara, 1989
- Herritage, 1992
- Champs-Élysées, 1996
- Coriolan / L'Ame d'un hrdinů, 1998
- Cherry Blossom, 1999
- Aqua Allegoria Pamplelune, 1999
- Aqua Allegoria Herba Fresca, 1999
- Philtre d'Amour, 1999
- Mahora / Mayotte, 2000
- L'Instant de Guerlain, 2003
- Insolence, 2006
- Guerlain Homme, 2008
- Idylle, 2010
- Shalimar Parfum Initial, 2011
- La Petite Robe Noir, 2012

## Řada Aqua Allegoria (LVHM)
- 1999 Pamplelune
- 1999 Rosa Magnifica
- 1999 Ylang & Vanille
- 1999 Herba Fresca
- 1999 Lavande Velours
- 2000 Flora Nerolia
- 2001 Gentiana
- 2001 Lilia Bella
- 2002 Aroma Allegoria Aromaparfum Apaisant
- 2002 Aroma Allegoria Aromaparfum Vitalising
- 2002 Aroma Allegoria Aromaparfum Exalting
- 2003 Foliflora
- 2003 Lemon Fresca
- 2004 Anisia Bella
- 2004 Mentafollia
- 2005 Grosellina
- 2005 Orange Magnifica
- 2005 Pivoine Magnifica
- 2005 Tutti Kiwi
- 2005 Winter Delice
- 2007 Angelique Lilas
- 2007 Mandarine Basilic
- 2008 Figue - Iris
- 2008 Laurier - Reglisse
- 2009 Cherry Blossom
- 2009 Tiare Mimosa
- 2010 Bouquet Numero 1
- 2010 Flora Nymphea
- 2011 Bouquet Numero 2
- 2011 Jasminora
- 2011 Rosa Blanca
- 2012 Bouquet de Mai
- 2012 Lys Soleia
- 2013 Flora Rosa
- 2013 Nerolia Bianca